# Coupe anglo-galloise de rugby à XV 2013-2014
Navigation
LV= Cup 2012-2013 LV= Cup 2014-2015
La coupe anglo-galloise oppose pour la saison 2013-2014 les douze équipes anglaises du Aviva Premiership et les quatre franchises galloises du Pro12. La coupe porte le nom de LV= Cup, nom de la compagnie d'assurance LV= qui sponsorise l'épreuve. La compétition débute le 8 novembre 2013 par une phase de poules pour s'achever par une finale disputée le 16 mars 2014. Le déroulement de la première phase est identique à l'édition précédente. Les affrontements ne se font pas au sein d'un même groupe mais de manière inter-groupe. Les équipes arrivées premières de chaque poule sont qualifiées pour la phase de play-off avec des demi-finales et une finale pour l'attribution du titre.
La compétition est remportée par les Exeter Chiefs qui dominent les Northampton Saints en finale sur le score de 15 à 9, remportant ainsi leur premier titre dans la compétition.

## Liste des équipes en compétition
La compétition oppose pour la saison 2013-2014 les douze équipes anglaises de la Guinness Premiership et les quatre franchises galloises du Pro12 :
| - Bath Rugby - Cardiff Blues - Dragons - Exeter Chiefs | - Gloucester - Harlequins - Llanelli Scarlets - Leicester Tigers | - London Irish - London Wasps - Ospreys - Newcastle Falcons | - Northampton Saints - Sale Sharks - Saracens - Worcester Warriors |

## Phase de poule

### Détail des matchs

#### 1rejournée
| 8 novembre 2013 | Leicester Tigers | 39 – 16 | Ospreys | Welford Road Stadium, Leicester |
| 8 novembre 2013 |                  |         |         | Welford Road Stadium, Leicester |
| 8 novembre 2013 |                  |         |         | Welford Road Stadium, Leicester |

| 8 novembre 2013 | Llanelli Scarlets | 21 – 13 | Dragons | Parc y Scarlets, Llanelli |
| 8 novembre 2013 |                   |         |         | Parc y Scarlets, Llanelli |
| 8 novembre 2013 |                   |         |         | Parc y Scarlets, Llanelli |

| 8 novembre 2013 | London Wasps | 21 – 24 | Saracens | Adams Park, High Wycombe |
| 8 novembre 2013 |              |         |          | Adams Park, High Wycombe |
| 8 novembre 2013 |              |         |          | Adams Park, High Wycombe |

| 8 novembre 2013 | Sale Sharks | 20 – 27 | Bath Rugby | City Stadium, Salford |
| 8 novembre 2013 |             |         |            | City Stadium, Salford |
| 8 novembre 2013 |             |         |            | City Stadium, Salford |

| 8 novembre 2013 | Cardiff Blues | 16 – 21 | Worcester Warriors | Arms Park, Cardiff |
| 8 novembre 2013 |               |         |                    | Arms Park, Cardiff |
| 8 novembre 2013 |               |         |                    | Arms Park, Cardiff |

| 9 novembre 2013 | Northampton Saints | 33 – 6 | Gloucester | Franklin's Gardens, Northampton |
| 9 novembre 2013 |                    |        |            | Franklin's Gardens, Northampton |
| 9 novembre 2013 |                    |        |            | Franklin's Gardens, Northampton |

| 9 novembre 2013 | Exeter Chiefs | 19 – 5 | Harlequins | Sandy Park, Exeter |
| 9 novembre 2013 |               |        |            | Sandy Park, Exeter |
| 9 novembre 2013 |               |        |            | Sandy Park, Exeter |

| 10 novembre 2013 | Newcastle Falcons | 29 – 21 | London Irish | Kingston Park, Newcastle upon Tyne |
| 10 novembre 2013 |                   |         |              | Kingston Park, Newcastle upon Tyne |
| 10 novembre 2013 |                   |         |              | Kingston Park, Newcastle upon Tyne |

#### 2ejournée
| 15 novembre 2013 | Worcester Warriors | 18 – 21 | Leicester Tigers |  |
| 15 novembre 2013 |                    |         |                  |  |
| 15 novembre 2013 |                    |         |                  |  |

| 15 novembre 2013 | Harlequins | 26 – 31 | Sale Sharks |  |
| 15 novembre 2013 |            |         |             |  |
| 15 novembre 2013 |            |         |             |  |

| 15 novembre 2013 | Ospreys | 13 – 21 | Cardiff Blues |  |
| 15 novembre 2013 |         |         |               |  |
| 15 novembre 2013 |         |         |               |  |

| 16 novembre 2013 | Dragons | 20 – 8 | London Wasps |  |
| 16 novembre 2013 |         |        |              |  |
| 16 novembre 2013 |         |        |              |  |

| 16 novembre 2013 | Gloucester | 20 – 3 | Newcastle Falcons |  |
| 16 novembre 2013 |            |        |                   |  |
| 16 novembre 2013 |            |        |                   |  |

| 17 novembre 2013 | London Irish | 18 – 39 | Northampton Saints |  |
| 17 novembre 2013 |              |         |                    |  |
| 17 novembre 2013 |              |         |                    |  |

| 17 novembre 2013 | Saracens | 51 – 10 | Llanelli Scarlets |  |
| 17 novembre 2013 |          |         |                   |  |
| 17 novembre 2013 |          |         |                   |  |

| 17 novembre 2013 | Bath Rugby | 37 – 15 | Exeter Chiefs |  |
| 17 novembre 2013 |            |         |               |  |
| 17 novembre 2013 |            |         |               |  |

#### 3ejournée
| 25 janvier 2014 | Harlequins | 20 – 6 | Leicester Tigers |  |
| 25 janvier 2014 |            |        |                  |  |
| 25 janvier 2014 |            |        |                  |  |

| 25 janvier 2014 | London Wasps | 22 – 15 | London Irish |  |
| 25 janvier 2014 |              |         |              |  |
| 25 janvier 2014 |              |         |              |  |

| 25 janvier 2014 | Dragons | 16 – 34 | Northampton Saints |  |
| 25 janvier 2014 |         |         |                    |  |
| 25 janvier 2014 |         |         |                    |  |

| 26 janvier 2014 | Saracens | 41 – 8 | Newcastle Falcons |  |
| 26 janvier 2014 |          |        |                   |  |
| 26 janvier 2014 |          |        |                   |  |

| 24 janvier 2014 | Llanelli Scarlets | 13 – 7 | Gloucester |  |
| 24 janvier 2014 |                   |        |            |  |
| 24 janvier 2014 |                   |        |            |  |

| 25 janvier 2014 | Exeter Chiefs | 36 – 22 | Ospreys |  |
| 25 janvier 2014 |               |         |         |  |
| 25 janvier 2014 |               |         |         |  |

| 25 janvier 2014 | Sale Sharks | 20 – 6 | Worcester Warriors |  |
| 25 janvier 2014 |             |        |                    |  |
| 25 janvier 2014 |             |        |                    |  |

| 25 janvier 2014 | Bath Rugby | 24 – 13 | Cardiff Blues |  |
| 25 janvier 2014 |            |         |               |  |
| 25 janvier 2014 |            |         |               |  |

#### 4ejournée
| 1er février 2014 | Gloucester | 36 – 5 | London Wasps |  |
| 1er février 2014 |            |        |              |  |
| 1er février 2014 |            |        |              |  |

| 1er février 2014 | London Irish | 29 – 10 | Llanelli Scarlets |  |
| 1er février 2014 |              |         |                   |  |
| 1er février 2014 |              |         |                   |  |

| 31 janvier 2014 | Newcastle Falcons | 29 – 0 | Dragons |  |
| 31 janvier 2014 |                   |        |         |  |
| 31 janvier 2014 |                   |        |         |  |

| 1er février 2014 | Northampton Saints | 20 – 16 | Saracens |  |
| 1er février 2014 |                    |         |          |  |
| 1er février 2014 |                    |         |          |  |

| 31 janvier 2014 | Leicester Tigers | 17 – 35 | Bath Rugby |  |
| 31 janvier 2014 |                  |         |            |  |
| 31 janvier 2014 |                  |         |            |  |

| 1er février 2014 | Worcester Warriors | 3 – 42 | Exeter Chiefs |  |
| 1er février 2014 |                    |        |               |  |
| 1er février 2014 |                    |        |               |  |

| 31 janvier 2014 | Cardiff Blues | 35 – 5 | Harlequins |  |
| 31 janvier 2014 |               |        |            |  |
| 31 janvier 2014 |               |        |            |  |

| 31 janvier 2014 | Ospreys | 37 – 36 | Sale Sharks |  |
| 31 janvier 2014 |         |         |             |  |
| 31 janvier 2014 |         |         |             |  |

### Classement des poules
| Rang | Club                  | J | V | N | D | Bo | Bd | Pm  | Pe  | Diff | Pts |
| ---- | --------------------- | - | - | - | - | -- | -- | --- | --- | ---- | --- |
| 1    | Saracens              | 4 | 3 | 0 | 1 | 4  | 0  | 132 | 59  | +73  | 16  |
| 2    | Gloucester RFC        | 4 | 2 | 0 | 2 | 2  | 0  | 69  | 54  | +15  | 10  |
| 3    | London Irish          | 4 | 1 | 0 | 3 | 2  | 0  | 83  | 100 | -17  | 6   |
| 4    | Newport Gwent Dragons | 4 | 1 | 0 | 3 | 0  | 0  | 49  | 92  | -43  | 4   |

| Rang | Club             | J | V | N | D | Bo | Bd | Pm  | Pe | Diff | Pts |
| ---- | ---------------- | - | - | - | - | -- | -- | --- | -- | ---- | --- |
| 1    | Exeter Chiefs    | 4 | 3 | 0 | 1 | 2  | 0  | 112 | 67 | +45  | 14  |
| 2    | Sale Sharks      | 4 | 2 | 0 | 2 | 4  | 0  | 107 | 96 | +11  | 12  |
| 3    | Cardiff Blues    | 4 | 2 | 0 | 2 | 2  | 0  | 85  | 63 | +22  | 10  |
| 4    | Leicester Tigers | 4 | 2 | 0 | 2 | 1  | 0  | 83  | 89 | -6   | 9   |

| Rang | Club               | J | V | N | D | Bo | Bd | Pm  | Pe  | Diff | Pts |
| ---- | ------------------ | - | - | - | - | -- | -- | --- | --- | ---- | --- |
| 1    | Bath Rugby         | 4 | 4 | 0 | 0 | 3  | 0  | 123 | 65  | +58  | 19  |
| 2    | Ospreys            | 4 | 1 | 0 | 3 | 2  | 0  | 88  | 132 | -44  | 6   |
| 3    | Harlequins (T)     | 4 | 1 | 0 | 3 | 1  | 0  | 56  | 91  | -35  | 5   |
| 3    | Worcester Warriors | 4 | 1 | 0 | 3 | 1  | 0  | 48  | 99  | -51  | 5   |

| Rang | Club               | J | V | N | D | Bo | Bd | Pm  | Pe  | Diff | Pts |
| ---- | ------------------ | - | - | - | - | -- | -- | --- | --- | ---- | --- |
| 1    | Northampton Saints | 4 | 4 | 0 | 0 | 2  | 0  | 126 | 56  | +70  | 18  |
| 2    | Newcastle Falcons  | 4 | 2 | 0 | 2 | 1  | 0  | 69  | 82  | -13  | 9   |
| 3    | Llanelli Scarlets  | 4 | 2 | 0 | 2 | 0  | 0  | 54  | 100 | -46  | 8   |
| 4    | Wasps RFC          | 4 | 1 | 0 | 3 | 1  | 0  | 56  | 95  | -39  | 5   |

|  | Qualifiés pour la phase finale (no 1 de chaque poule). |
|  | T : Tenant du titre 2013                               |

Attribution des points : victoire sur tapis vert : 5, victoire : 4, match nul : 2, défaite : 0, forfait : -2 ; plus les bonus (offensif : au moins 4 essais marqués ; défensif : défaite par 7 points d'écart ou moins).
Règles de classement : ?

## Phase finale

### Tableau
Les premiers de chaque groupe sont qualifiées pour la phase finale.
|  | Demi-finales                                      | Demi-finales                                      |                    |    | Finale                                | Finale                                |
|  | Demi-finales                                      | Demi-finales                                      |                    |    | Finale                                | Finale                                |
|  |                                                   |                                                   |                    |    |                                       |                                       |
|  | le 8 mars 2014 au Franklin's Gardens, Northampton | le 8 mars 2014 au Franklin's Gardens, Northampton |                    |    | le 16 mars 2014 au Sandy Park, Exeter | le 16 mars 2014 au Sandy Park, Exeter |
|  | le 8 mars 2014 au Franklin's Gardens, Northampton | le 8 mars 2014 au Franklin's Gardens, Northampton |                    |    | le 16 mars 2014 au Sandy Park, Exeter | le 16 mars 2014 au Sandy Park, Exeter |
|  | Northampton Saints                                | 26                                                |                    |    | le 16 mars 2014 au Sandy Park, Exeter | le 16 mars 2014 au Sandy Park, Exeter |
|  | Northampton Saints                                | 26                                                |                    |    | le 16 mars 2014 au Sandy Park, Exeter | le 16 mars 2014 au Sandy Park, Exeter |
|  | Saracens                                          | 7                                                 |                    |    | le 16 mars 2014 au Sandy Park, Exeter | le 16 mars 2014 au Sandy Park, Exeter |
|  | Saracens                                          | 7                                                 | Northampton Saints | 8  |                                       |                                       |
|  | le 9 mars 2014 au Recreation Ground, Bath         |                                                   | Northampton Saints | 8  |                                       |                                       |
|  |                                                   | Exeter Chiefs                                     | 15                 |    |                                       |                                       |
|  | Bath Rugby                                        | Exeter Chiefs                                     | 15                 | 19 |                                       |                                       |
|  | Bath Rugby                                        |                                                   |                    | 19 |                                       |                                       |
|  | Exeter Chiefs                                     | 22                                                |                    |    |                                       |                                       |
|  | Exeter Chiefs                                     | 22                                                |                    |    |                                       |                                       |

### Demi-finales
| 8 mars 2014 | Northampton Saints                                                                 | 26 – 7 (6 – 7) | Saracens                                      | Franklin's Gardens, Northampton 11 500 spectateurs Arbitre : Leighton Hodges |
| 8 mars 2014 | Essai(s) : Pisi 3 Transformation(s) : Myler Pénalité(s) : Hooley 2 Drop(s) : Myler |                | Essai(s) : Ransom Transformation(s) : Spencer | Franklin's Gardens, Northampton 11 500 spectateurs Arbitre : Leighton Hodges |
| 8 mars 2014 |                                                                                    |                |                                               | Franklin's Gardens, Northampton 11 500 spectateurs Arbitre : Leighton Hodges |

| 9 mars 2014 | Bath Rugby                                                                 | 19 – 22 (13 – 8) | Exeter Chiefs                                                                   | The Recreation Ground, Bath 11 000 spectateurs Arbitre : Tim Wigglesworth |
| 9 mars 2014 | Essai(s) : Houston Transformation(s) : Heathcote Pénalité(s) : Heathcote 4 |                  | Essai(s) : Arscott 2, Vainikolo Transformation(s) : Slade 2 Pénalité(s) : Slade | The Recreation Ground, Bath 11 000 spectateurs Arbitre : Tim Wigglesworth |
| 9 mars 2014 |                                                                            |                  |                                                                                 | The Recreation Ground, Bath 11 000 spectateurs Arbitre : Tim Wigglesworth |

### Finale
| 16 mars 2014 15 h 00 WET | Exeter Chiefs                                                        | 15 – 8 (8 – 3) | Northampton Saints                   | Sandy Park, Exeter 10 004 spectateurs Arbitre : Andy Small |
| 16 mars 2014 15 h 00 WET | Essai(s) : White, Mumm Transformation(s) : Slade Pénalité(s) : Slade |                | Essai(s) : Manoa Pénalité(s) : Myler | Sandy Park, Exeter 10 004 spectateurs Arbitre : Andy Small |
| 16 mars 2014 15 h 00 WET |                                                                      |                |                                      | Sandy Park, Exeter 10 004 spectateurs Arbitre : Andy Small |